# Isaac Slade
Isaac Edward Slade (Denver, 26 mei 1981) is een Amerikaanse muzikant en de hoofdzanger, belangrijkste songwriter, pianist en mede-oprichter van de in Colorado gevestigde rockband The Fray. 

## Leven en carrière

### Vroege jaren
Slade werd geboren in Denver, Colorado en groeide op in het grootstedelijk gebied. Zijn ouders waren zendeling. Hij heeft twee jongere broers genaamd Caleb en Micah. Ook woonde hij een tijd in Guatemala vanwege het beroep van zijn ouders, waar hij studeerde aan de Interamerican School in de stad Quetzaltenango. De familie Slade is van Engelse en Slowaakse afkomst. Hij volgde de Faith Christian Academy in Arvada, Colorado en studeerde later aan de Universiteit van Colorado Denver, waar een studie in muziek- en entertainmentindustrie deed. Hij behaalde een bachelor in muziek .
Slade begon te zingen toen hij 8 jaar oud was en begon piano te spelen op 11-jarige leeftijd, nadat hij tijdelijk zijn stem verloor. Hij schreef zijn eerste lied toen hij 16 was en leerde gitaar spelen toen hij op de middelbare school zat.

### The Fray

#### Vorming en vroege stadia
Slade werd lid van Ember, een band die bestond uit Slade en zijn toekomstige bandleden Dave Welsh en Ben Wysocki. De band hield snel op te bestaan, en later, in het voorjaar van 1999, kwam Slade een voormalig schoolmaat en zanger / gitarist Joe King tegen in een platenwinkel. De twee begonnen met regelmatige jamsessies, wat leidde tot het schrijven van liedjes. Ze voegden later Slade's jongere broer, Caleb, op bas en Zach Johnson op drums toe. 
Dave Welsh en Ben Wysocki kwamen weer bij Slade en King om The Fray te vormen. Ze brachten al snel Movement EP uit, en in 2003 brachten ze Reason EP uit, met name door Denver's Westword- alternatief. De band moeite om een single te lanceren. KTCL verwierp acht van hun nummers voordat de band besloot om "Cable Car" in te dienen. Het nummer vond zendtijd op een KTCL-radioshow waarin lokale bands werden benadrukt, en het radiostation ontving er kort daarna een groot aantal aanvragen voor. De band veranderde de naam van het nummer in " Over My Head (Cable Car) " en tegen het einde van 2005 is het KTCL's meest gespeelde nummer van het jaar geworden.

## Liefdadigheidswerk
Slade trad op tijdens een herhalingsessie van "We Are the World", een liefdadigheidssingle uit 1985 Hij voegde zich op 1 februari 2010 bij 85 andere artiesten om het nummer voor de slachtoffers van de aardbeving in Haïti in 2010 op te nemen.
Op 27 oktober 2013 speelden Slade en The Fray op het Colorado Flood Benefit Concert dat ruim €450.000 opbracht voor de slachtoffers van de overstroming.

## Invloeden
Slade verklaarde in een interview dat ' Swallowed ' van Bush een van de eerste nummers was die hem inspireerde, en dat de teksten en de melodie hem voldoende hadden bewogen om zijn carrière voort te zetten. In een bericht op AOL Radio Blog schreef hij: 
 "Als jongen luisterde ik veel naar "Swallowed" veel. Ik groeide beschermd en kerkelijk op als kind en toen zag ik dat deze man op zijn manier over het leven praat en doet waar hij zin in heeft. Bush was ook niet toegestaan in mijn huis, waardoor het veel mysterieuzer werd. " 
 Anderen die hem muzikaal beïnvloedden, zijn Nine Inch Nails, Queen, Radiohead, R.E.M., Counting Crows, U2 en Led Zeppelin geweest.
- Bibsys: 8023521
- Gemeinsame Normdatei: 135460654
- International Standard Name Identifier: 0000 0000 4775 7191
- Library of Congress Control Number: n2007020942
- MusicBrainz: c6029add-33ca-4a0a-8fa5-c47a1c4b2f9d
- Virtual International Authority File: 1915253
- WorldCat: E39PBJrKWCGYhYTrRhRD7yHwG3